# Simulium yongi
Simulium yongi es una especie de insecto del género Simulium, familia Simuliidae, orden Diptera.

## Taxonomía
Fue descrita científicamente por Takaoka & Davies, 1997.